# Pignans
Pignans is een gemeente in het Franse departement Var (regio Provence-Alpes-Côte d'Azur) en telt 2915 inwoners (2004). De plaats maakt deel uit van het arrondissement Brignoles.

## Geografie
De oppervlakte van Pignans bedraagt 34,9 km², de bevolkingsdichtheid is 83,5 inwoners per km².

## Verkeer en vervoer
In de gemeente ligt spoorwegstation Pignans.
De onderstaande kaart toont de ligging van Pignans met de belangrijkste infrastructuur en aangrenzende gemeenten.

## Demografie
Onderstaande figuur toont het verloop van het inwonertal (bron: INSEE-tellingen).